# Cochlostoma paladilhianum
Cochlostoma paladilhianum е вид охлюв от семейство Diplommatinidae. Видът е уязвим и сериозно застрашен от изчезване.

## Разпространение
Разпространен е в Италия (Сицилия).

## Описание
Популацията на вида е стабилна.